# 卡洛斯·希龙
卡洛斯·阿曼多·希龙·古铁雷斯（西班牙語：Carlos Armando Girón Gutiérrez，1954年11月3日—2020年1月13日），墨西哥男子跳水运动员。他曾连续参加四届夏季奥运会跳水比赛，并在1980年夏季奥运会上获得男子3米跳板银牌。